# Eggelingia
Genre
Eggelingia Summerh. est un genre de plantes de la famille des Orchidées.

## Liste d'espèces
Selon Catalogue of Life (7 décembre 2017) :
- Eggelingia clavata Summerh.
- Eggelingia gabonensis P.J.Cribb & Laan
- Eggelingia ligulifolia Summerh.

Selon The Plant List (7 décembre 2017) :
- Eggelingia clavata Summerh.
- Eggelingia gabonensis P.J.Cribb & Laan
- Eggelingia ligulifolia Summerh.

Selon Tropicos (7 décembre 2017) (Attention liste brute contenant possiblement des synonymes) :
- Eggelingia clavata Summerh.
- Eggelingia gabonensis P.J. Cribb & Laan
- Eggelingia ligulifolia Summerh.